# Brege
Brege este o localitate din comuna Krško, Slovenia, cu o populație de 188 de locuitori.